# Hejlsminde
Hejlsminde er et turiststed mellem Hejls Nor og Hejlsminde Bugt i Lillebælt, beliggende 2 km sydøst for Hejls, 11 km øst for Christiansfeld, 17 km nordøst for Haderslev og 17 km sydøst for Kolding. Norets munding ligger på grænsen mellem Sydjylland og Sønderjylland. Bebyggelsen nord for mundingen hører til Hejls Sogn i Sydjylland, og den mindre bebyggelse syd for mundingen ved Hejlsmindebakken hører til Aller Sogn i Sønderjylland. Hejls Kirke ligger i Hejls 2 km mod nordvest, og Aller Kirke ligger i Aller 5 km vest for den sydlige del af Hejlsminde. Både Hejls Sogn og Aller Sogn hører til Kolding Kommune og ligger i Region Syddanmark.

## Turiststed
Hejlsminde Badehotel blev opført i 1912 og startede turismen i Hejlsminde. I 2002 blev hotellet udstykket i 24 ejerlejligheder. Ejerne råder selv over dem 5 uger om året, og resten af tiden bliver de lejet ud.
I 1950'erne, 60'erne og 70'erne skød sommerhusområder op nord for Hejlsminde. Desuden er der campingplads og en lystbådehavn med 67 pladser. Ved havnen er der legeplads, restaurant, grill og iskiosk.
Efter at badehotellet lukkede, savnede Hejlsminde en stor sal til foreningsarrangementer og private fester, og man begyndte at afholde kræmmermarkeder for at spare sammen til et forsamlingshus. Efter 10 års kræmmermarkeder lykkedes det med støtte fra Christiansfeld Kommune, og forsamlingshuset stod færdigt i april 1996 med en stor og en lille sal samt 60 parkeringspladser.
I 2011 blev der anlagt en solnedgangsplads med borde og bænke og udsigt til norets fugleliv. Inderst i havnen ligger vikingeskibet Freja Byrding, der er bygget i 1982-84 som en kopi af Skuldelev 3. I 1996 blev der opført en naust (et bådehus i vikingetids-stil).

## Historie
Stedets navn kommer af sognenavnet Hejls, der findes i formen Hæghærls (hejrehals) i 1231, samt det gamle danske ord minde, der betyder munding.

### Slusen
Norets munding og området omkring den kaldes stadig "Slusen", selvom det er længe siden der har været sluse. I slutningen af 1500-tallet blev der bygget en dæmning med to sluser for at afskære noret fra Lillebælt, så vandet i noret blev fersk. Så kunne man opdrætte ferskvandsfisk til fortæring ved hoffet på Haderslevhus og Koldinghus. Der blev også anlagt vej over dæmningen. Broen over slusen blev kaldt Syndermanns Bro efter Christian Syndermann, der var herredsfoged i Tyrstrup Herred. Ved slusen lå et lille opsynshus.
30. januar 1658 gik den svenske kong Karl 10. Gustav med 8.500 mand, rytteri og artilleri over isen fra Hejlsminde via Brandsø til Fyn. Forinden havde de ødelagt dæmningen.
I 1706 brød havet gennem dæmningen og ødelagde vejen, og de næste par hundrede år måtte man sejle over mundingen eller køre uden om noret og tage vejen over åen ved Kær Mølle.

### Blomstring i 1800-tallet
I 1843 byggede en mand fra Hejls et lille hus på nordsiden af slusen og fik tilladelse til at holde kro. I 1858 blev der udskibet 20.000 tdr. korn fra Hejlsminde efter at en kornhandler fra Assens året før havde opført et stort pakhus og et beboelseshus. De to huse var de eneste, der overlevede stormfloden i 1872, men de andre huse og kroen blev ret hurtigt genopført.
Langs Lillebæltkysten nord for Hejlsminde blev der oprettet 5 teglværker. En række skippere sejlede med korn og tegl, og stedet voksede hurtigt. Foruden skippere og teglværksarbejdere kom der fiskere til den lille havn, og der blev også opført kro på sydsiden af mundingen. I 1907 var der 16 skibe og skippere nord for mundingen og 3 syd for.

### Landegrænsen
Både Hejls Sogn og Aller Sogn hørte til hertugdømmet Slesvig, men Hejls Sogn var et af dem, der efter krigen i 1864 blev overført til kongeriget Danmark i bytte for de kongerigske enklaver i Slesvig og derfor ikke blev afstået til Tyskland ligesom Sønderjylland.
Dermed blev Hejlsminde grænsested 1864-1920, og man oprettede toldsteder med bevogtning på begge sider af landegrænsen. Det betød også nye tilflyttere til stedet: toldere og grænsegendarmer. Grænsesten nr. 127 er bevaret i hjørnet af Solnedgangspladsen.

### Jeppe Lauridsen
Pakhuset kom til at stå tomt i nogle år efter stormfloden, og i 1879 blev det købt af Jeppe Lauridsen og hans storebror Johannes fra gården Grønvang i Vejen. De havde lært cikorie-dyrkning og startede sammen med gårdejer Jep Fink et cikorietørreri. Jeppe blev i 1888 ene-indehaver af tørreriet. Mange landmænd på hele egnen og endda ovre på Assens-egnen samt Brandsø og Bågø dyrkede efterhånden cikorieroer og også sukkerroer, der ligeledes kunne bruges til kaffeerstatning. Man kunne købe frøene på tørreriet, og maskiner til såning og radrensning blev konstrueret og kunne købes eller lejes.
I 1889 købte Jeppe Lauridsen Elkær Teglværk, og i 1899 købte han Norsminde Kro lige ved tørreriet. Senere købte han et kalkbrænderi, der lå lige nord for tørreriet, og en købmandsforretning. Den lukkede han i 1906 for at støtte planen om at danne en brugsforening i Hejls. Sammen med en partner købte han i 1906 Thorø for at drive handel med grus og singels. Omkring 1908 havde han i en kort periode en gård på omkring 235 tdr. land i Vestjylland.
Da det blev planlagt at føre jernbane til Hejlsminde, så han muligheden for at lokke turister til stedet. Han lukkede sin kro og opførte i stedet badehotellet ved siden af stationen. Jeppe Lauridsen døde i 1923, 70 år gammel. Han er hædret med en mindesten foran forsamlingshuset.
I tørreriet blev der fra 1930 drevet vognmandsforretning, men under besættelsen, hvor man ikke kunne få kaffe, kom der igen interesse for cikorie, og et konsortium købte lagerbygningen for igen at drive cikorietørreri. I 1959 blev tørreriet ombygget til korntørring, og der blev udlejet sække, men begge aktiviteter ophørte i 1967, og i 1978 blev den store lagerbygning revet ned.

### Jernbanen
I 1904 beskrives Hejlsminde således: "Hejls Minde, Færgested med Overfart til Sønderjylland, med Havn (Bolværk baade paa dansk og tysk Side; ved Bolværket 12 F. Vand), Cikorietørreri og Teglværk (ved den 270 Al. lange Bros Yderender er der 9 F. Vand)...Hejls Nor eller Hejls Minde er c. 400 Td. Ld.; det er saa fladt, at kun Pramme og Baade kunne besejle det; Indløbet, Slusen, med 6 F. Dybde, er meget smalt og bugtet." På målebordsbladet fra 1900-tallet staves stedets navn Hejelsminde.
I 1911 etablerede Kolding Sydbaner jernbanelinjen Kolding-Hejlsminde. Hejlsminde Station var anlagt på et opfyldt areal ved den smalle tange, og en halv snes lodsejere, der ejede mindre parceller på tangen, måtte afgive jord til anlægget. Som endestation havde stationen et 100 m langt omløbsspor samt en enkeltsporet remise med kulgård og en drejeskive på 9 m i diameter. Ved det 80 m lange læssespor var der længst mod nordøst en dyrefold med siderampe. Både i forlængelse af hovedsporet og omløbssporet var der korte stikspor hen mod slusen med plads til lokomotiv og et par vogne.
Hejlsminde Station havde indtil genforeningen et lokale til toldklarering. Så længe teglværkerne eksisterede, havde banen en del transporter af deres produkter. Desuden var der store transporter af sukkerroer til saftstationen i Kolding. Efter genforeningen blev hovedsporet forlænget helt frem til havnepladsen.
Kolding Sydbaner blev nedlagt i 1948. Stationsbygningen, pakhuset og remisen er bevaret. Fra Banedæmningen går Natursti Hejlsminde de 2 km til Hejls på banens tracé, tildels langs noret. Banestien indgår nu i en sti hele vejen rundt om noret – den sidste strækning med træbroer over den sumpede sivskov vest for noret blev åbnet 15. juni 2013.
- Natursti Hejlsminde langs noret
- Remisen, Banedæmningen 19
- "Æ pakhus", Banedæmningen 5
- Stationen, Banedæmningen 3

### Efter Genforeningen
Efter Sønderjyllands genforening med Danmark i 1920 fik Hejlsminde igen et sønderjysk opland mod syd. Der blev bygget en bro over slusen i 1923, og den blev indviet af kong Christian 10.. Broen blev endda bygget som kombineret vej- og jernbanebro med 20 m skinner på sydsiden fordi der var tanker om at forlænge banen til Fjelstrup på Haderslev Amts Jernbaner. I den store sønderjyske jernbanelov fra 1924 blev det dog til en mere direkte bane Taps-Haderslev til afløsning af den bestående amtsbanestrækning Christiansfeld-Haderslev. Denne bane blev dog heller ikke til noget.
Havnen og fiskeriet mistede sin betydning efter 1. verdenskrig, men endnu i 1930'erne var 5 skibe hjemmehørende i Hejlsminde foruden fiskerkutterne.
Der var også en sejlrute med postbåd mellem Hejlsminde og Assens via Brandsø og Bågø. En overgang kørte Hejlsmindebanens persontog helt frem til skibet på havnepladsen. Den sidste færge, Turisten, blev minesprængt i 1942.

### Kalksandstensfabrikken
1. verdenskrig satte en stopper for teglværksdriften, fordi værkerne ikke kunne få kul. Efter krigen viste det sig, at de var for små og utidssvarende, og de kom aldrig i drift igen. Men 3 lokale interessenter startede en fabrik for kalksandsten, som de mente var fremtidens byggemateriale. Det er hvide mursten, som ikke er lavet af ler, men af brændt kalk og kvartssand i forholdet 1:10. Med passende vandtilførsel danner det en halvstiv mørtel, der kan presses i form.
Initiativtagerne ville udnytte sandbanken ud mod Lillebælt der hvor sommerhusområdet Æ Skovbryn nu ligger. På målebordsbladet fra 1900-tallet kan man se den lange dæmning og bro, der blev bygget ud i Lillebælt og havde tipvognsspor, så man kunne laste mursten på skibe og hente brændsel til fabrikken. Man købte maskineriet fra en nedlagt fabrik ved Kiel, hvor sandet var sluppet op, og det lykkedes at få mesteren derfra til at forestå opbygningen af fabrikken og selve produktionen i de første år. Fabrikken beskæftigede 12-14 mand.
Sagkyndige havde foretaget boringer, der viste at sandbanken havde sand til 100 års produktion og at der var nok kvarts i sandet. Det holdt ikke stik, ofte måtte man kassere en hel ovnfuld sten fordi der var ler i sandet. Efter 1930 fortsatte en af ejerne alene og forsøgte sig med strandsand, men det kunne heller ikke gå.

### Kommunen
Hejlsminde lå ligesom Hejls i den sydlige del af Gl. Vejle Amt fra 1864 til Kommunalreformen i 1970, hvorefter Hejlsminde hørte til Christiansfeld Kommune i Sønderjyllands Amt, selvom det meste af Hejlsminde ikke ligger i Sønderjylland.